# デヴォン
デヴォン（Devon）は、イングランド南西部の地域であり、デヴォン州（county of Devon, Devon county）とも呼ばれる。
英語の発音は /devn/ で、デヴォンではない。 ローマ字に引きずられた間違ったカナ。
コーンウォール半島の中部に位置し、西にコーンウォール、東にドーセットとサマセットにそれぞれ接している。かつてはデヴォンシャー (Devonshire) と呼ばれていたが、現在ではいくつかの名称とデヴォンシャー公爵の称号に残っているのみである。地名の "Devon" は、西暦50年ごろに南ブリテンに侵入したローマ人によって、その地に住んでいたケルト人を指してつけられた。Dumnoniiという名前がつけられ、意味は「深い谷に住むもの」という意味である。
4億0800万年前から3億6300万年前を指す地質時代のデボン紀は、地層が良く分布し、世界で初めてこの時代の地層が研究されたこの地域名にちなむ。

## 歴史
デヴォンには、氷期の終わりごろ、紀元前6000年ごろには定住者がいたらしい。紀元前3500年ごろからの農業の跡が見つかっている。1世紀ごろにローマ人が南部のエクセターに集落を作り、それ以後3世紀にわたり、定住し続けた。5世紀ごろからゲルマン人がイングランドに移り住みはじめたが、7世紀の初めになるまで積極的な進出を行わなかった。その後、1世紀以上にわたり隣接するウェセックスと小規模な衝突を繰り返した後、合併している。

## 地理・地質
イングランドで唯一二つの海岸線を有する州である。州内にはダートムーア国立公園があり、サマセットとの間にはエクスムーア国立公園が横たわる。これ以外の地域は起伏に富む田園が広がり、多くの観光客が集まる。
南部海岸にはトーキーなどのリゾートがあり、エクスマスは世界遺産「ジュラ紀海岸」の西端になる。海岸に沿って鉄道が走る。一方、北部ビデフォード湾沿岸のトー川とトーリッジ川の河口部一帯にはブラウントン・バローズという砂丘システムが広がり、塩性湿地、泥炭地、ヒース、牧草地、オークの森林など多様な生態系がある。
デヴォンの気候は北大西洋海流の影響で温暖で雪は少ない。最高気温は8度C～19度C、最低気温は4度C～13度Cである。年間降水量はダートムーア周辺で2千mm、南部で750mmである。
デヴォンを広く覆うのはデボン紀の石灰岩である。北部からコーンウォールにかけてクルムと呼ばれる石炭紀の炭層が分布する。内陸中央には花崗岩が見られる。また、ブラウントン・バローズを中心とした北部海岸と付近の海域にはアカシカ、タイセイヨウサケ、ユーラシアカワウソ、ウバザメ、小型の鯨類などの多くの動物が生息しており、エクスムーア国立公園とダートムーア国立公園の各一部も含む北部地域は1976年にユネスコの生物圏保護区に指定された。

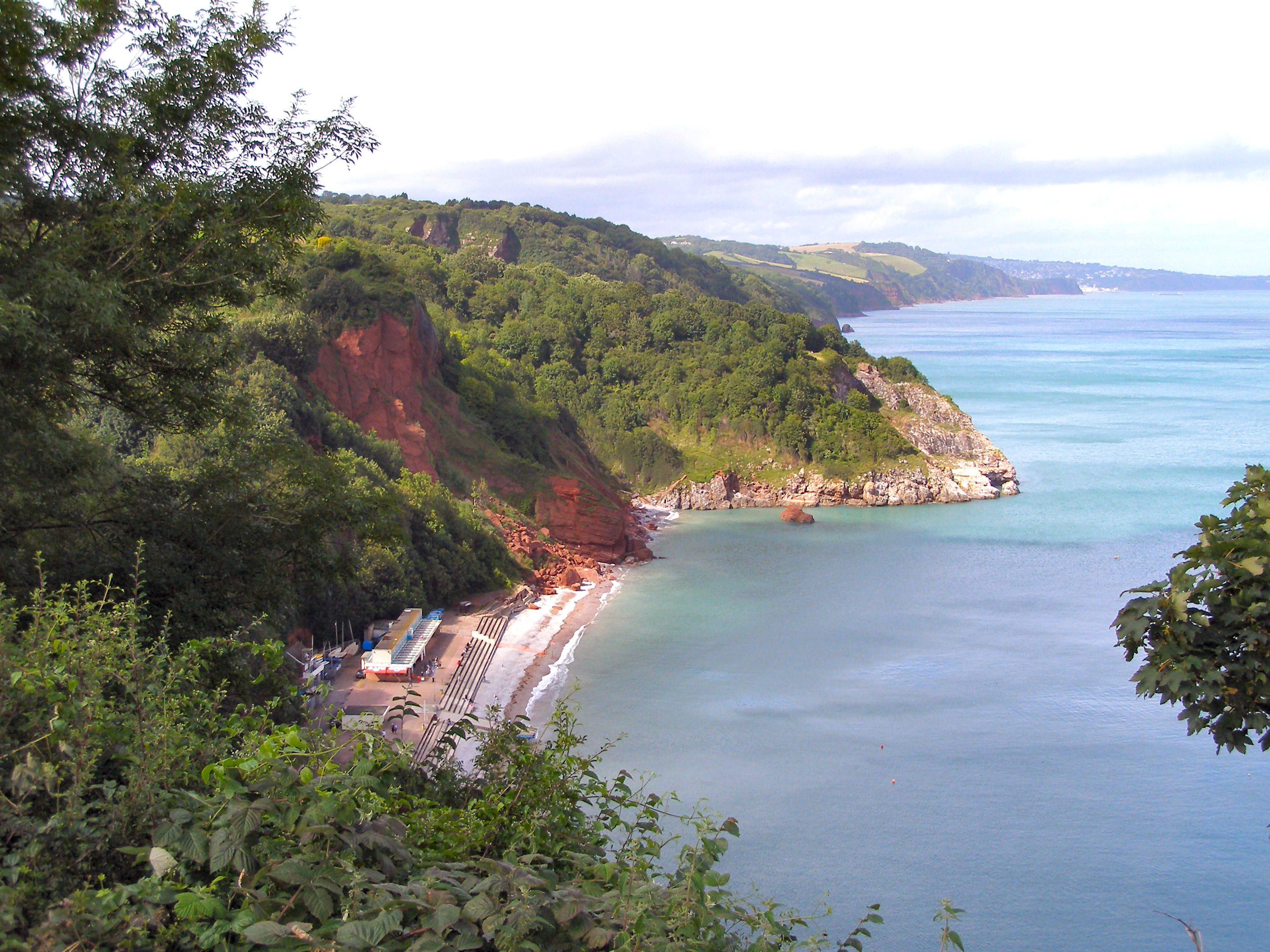
トーキーの海岸

## 旗
デヴォン州は、デヴォン州とその周辺の聖人である聖ペトロックに捧げられた独自の旗を持っている。この旗は、2003年にBBCデヴォンで実施されたオンライン投票で選ばれた。緑の地に黒で縁取られた白の十字のデザインである。

## 経済
20世紀を通じて、デヴォンの経済は漁業、鉱業、農業といった伝統的産業から、接客業やサービス業へと移行してきた。イギリスの欧州連合離脱前は、州内のほとんどの地域が欧州連合 (EU) からオブジェクティブ2レベルの要支援地域に指定されていた。2001年の口蹄疫問題により地元の酪農家は大打撃を受け、その影響は州全体に広がっている。デヴォン州の温暖な気候は、金融業のように地理や大都市や主要な交通網からの距離にあまり影響を受けない産業の誘致に役立っている。例えばダートムーアでは、金融業の雇用者数が大幅に増加している。

## 食文化
紅茶とスコーンにジャムとクロテッドクリーム（デヴォンの名産）を添えたクリームティーはセットで「デヴォンシャークリームティー」と呼ばれている。

## 市町村
主要な市町村を次に挙げる。
- アクスミンスター (Axminster)
- バーンステープル (Barnstaple)
- ビア (Beer)
- ビデフォード (Bideford)
- ブリクサム (Brixham)
- ダートマス (Dartmouth)
- ダウリッシュ (Dawlish)
- エクセター (Exeter)
- エクスマス (Exmouth)
- ホニトン (Honiton)
- イルフラカム (Ilfracombe)
- キングスニンプトン（Kings Nympton)
- リンマス (Lynmouth)
- ニュートン・アボット (Newton Abbot)
- オクハンプトン (Okehampton)
- ペイントン (Paignton)
- プリマス (Plymouth)
- プリンプトン (Plympton)
- プリンスタウン (Princetown)
- ソルカム (Salcombe)
- シドマス (Sidmouth)
- サウスモルトン （South Molton)
- タビストック (Tavistock)
- テインマス (Teignmouth)
- ティヴァートン (Tiverton)
- トーキー (Torquay)
- トーベイ (Torbay)
- トトネス (Totnes)

## 著名人
フランシス・ドレーク、ハンフリー・ギルバート、リチャード・グレンビル、ウォルター・ローリー、フランシス・チチェスターなどの船乗りで知られている。17世紀後半の最も悪名高い海賊と言われるヘンリー・エイヴリーは、ニュートン・フェラーズの村で生まれたとされる。ジョン・オクセンハム（1536–1580）はドレイクの中尉だったが、スペイン人からは海賊と見なされていた。他の有名な船乗りに、南極点到達を果たすも遭難死してしまった、テラノバ遠征隊のリーダーであるロバート・スコットがいる。
文学者では、詩人のサミュエル・テイラー・コールリッジや推理作家のアガサ・クリスティが生まれた。桂冠詩人であったテッド・ヒューズや、アイルランドの作家ウィリアム・トレヴァーはデヴォン州に移り住んでいた。
画家では、ロイヤル・アカデミー・オブ・アーツを創設したジョシュア・レノルズがいる。
風刺作家、作家、コメディアンのピーター・クックは、トーキーで生まれた。
プリマスで生まれ、ディスカウントチェーン「ザ・レンジ」を創設した実業家クリス・ドーソンは、同地に本社を置いている。
俳優のマシュー・グードはデボンで育ち、同じく俳優のブラッドリー・ジェームズの出身地である。
歌手のジョス・ストーンが幼少期を過ごし、コールドプレイのフロントマンであるクリス・マーティンが知られている。マシュー・ベラミー、ドミニク・ハワード、クリス・ウォルステンホルムからなるミューズは、全員デヴォン出身である。ロックバンド・スレイドのデイブ・ヒルは、サウスハムズ地区にあるフレテハウスで生まれた。シンガーソングライターのベン・ハワードは小さな町トットネスで育った。
映画監督にはロジャー・ディーキンスがいる。
犬のブリーダーであるジョン・ "ジャック"・ラッセルもデボン出身である。
ノッティンガム・フォレストFCやバーミンガム・シティFCなどに在籍した元プロサッカー選手であり、100万ポンドプレーヤーとなった最初のイングランドのサッカー選手であるトレヴァー・フランシスは、プリマスで生まれ育った。
水泳選手のシャロン・デイビーズと飛び込み選手のトム・デイリーはプリマスで生まれた。
オリンピックランナーのジョー・ペイビーはホニトン出身。
レスター・タイガースとブリティッシュ・アンド・アイリッシュ・ライオンズのラグビー選手ジュリアン・ホワイトはデボンで生まれ育ち、現在は南デボン牛という血統を飼育している。
オーストラリアのクリケット選手グレン・マクグラスと結婚したジェーン・マグラスはペイントンで生まれ、乳がんとの長い戦いとその後の乳がんによる死は、オーストラリアを代表する慈善団体の1つMcGrath Foundationの設立に影響を与えた。
また、ナンシー・アスター、グウィネス・ダンウッディ、マイケル・フット、デイヴィッド・オーウェンなどの著名な議員が庶民院の代表となっている。